# Milo Komenich
Milan Melvin Komenich, detto Milo (Gary, 22 giugno 1920 – Manteca, 25 maggio 1977), è stato un cestista statunitense, professionista nella NBL, nella NBA e nella NPBL.

## Palmarès
- Campione NCAA (1943)
- Campione NBL (1949)